# Stan Lee
Stan Lee (født Stanley Martin Lieber 28. december 1922, død 12. november 2018) var en amerikansk tegneserieforfatter. Han var bror til Larry Lieber.
Han skabte sammen med tegneren Jack Kirby det moderne Marvel Universe i 1961 med tegneserien De Fantastiske 4. Makkerparret Lee/Kirby skabte langt de fleste superhelte til Marvel Universet, deriblandt førnævnte De Fantastiske Fire (Fantastic Four), men også Dæmonen (Daredevil), Projekt X (X-Men), Thor og Hulk. 
Desuden skabte han Spider-Man sammen med Steve Ditko.
Stan Lee døde den 12. november 2018, af akut myokardieinfarkt.